# 笈瀬町
笈瀬町（おいせちょう）は、愛知県名古屋市中川区の町名。現行行政地名は笈瀬町1丁目から2丁目。住居表示未実施。

## 地理
名古屋市中川区東部に位置し、東は露橋町・前並町、西は広川町、南は柳島町、北は露橋町に接する。

## 歴史

### 町名の由来
中川運河開削前に当地を流れていた笈瀬川による。笈瀬川の名は、かつて当地周辺が伊勢神宮の神領であったことから、伊勢に「御」の敬称を付けて「御伊勢」と称したのが起源とされる。

### 沿革
- 1931年（昭和6年）10月1日 - 中区北一色町の一部より、同区笈瀬町が成立[1]。
- 1937年（昭和12年）10月1日 - 行政区変更に伴い、中村区所属となる[1]。
- 1939年（昭和14年）12月15日 - 一部が中川区へ編入され、中川区笈瀬町が成立[1]。
- 1942年（昭和17年）10月1日 - 中村区前並町・北一色町・八熊町の各一部を中村区笈瀬町へ編入[1]。中川区笈瀬町の一部が同区柳島町となる[3]。
- 1944年（昭和19年）2月11日 - 行政区変更に伴い、中村区笈瀬町を中川区へ統合[3]。

## 世帯数と人口
2019年（平成31年）4月1日現在の世帯数と人口は以下の通りである。
| 丁目   | 世帯数  | 人口  |
| ------ | ------- | ----- |
| 笈瀬町 | 252世帯 | 488人 |

### 人口の変遷
国勢調査による人口の推移
| 1995年（平成7年）  | 480人 | [ WEB 3 ] |  |
| 2000年（平成12年） | 532人 | [ WEB 4 ] |  |
| 2005年（平成17年） | 480人 | [ WEB 5 ] |  |
| 2010年（平成22年） | 511人 | [ WEB 6 ] |  |
| 2015年（平成27年） | 470人 | [ WEB 7 ] |  |

## 学区
| 町丁   | 小学校               | 中学校               | 高等学校 |
| ------ | -------------------- | -------------------- | -------- |
| 笈瀬町 | 名古屋市立露橋小学校 | 名古屋市立山王中学校 | 尾張学区 |

## 施設
- 東海ニチユ本社
- 生蓮寺

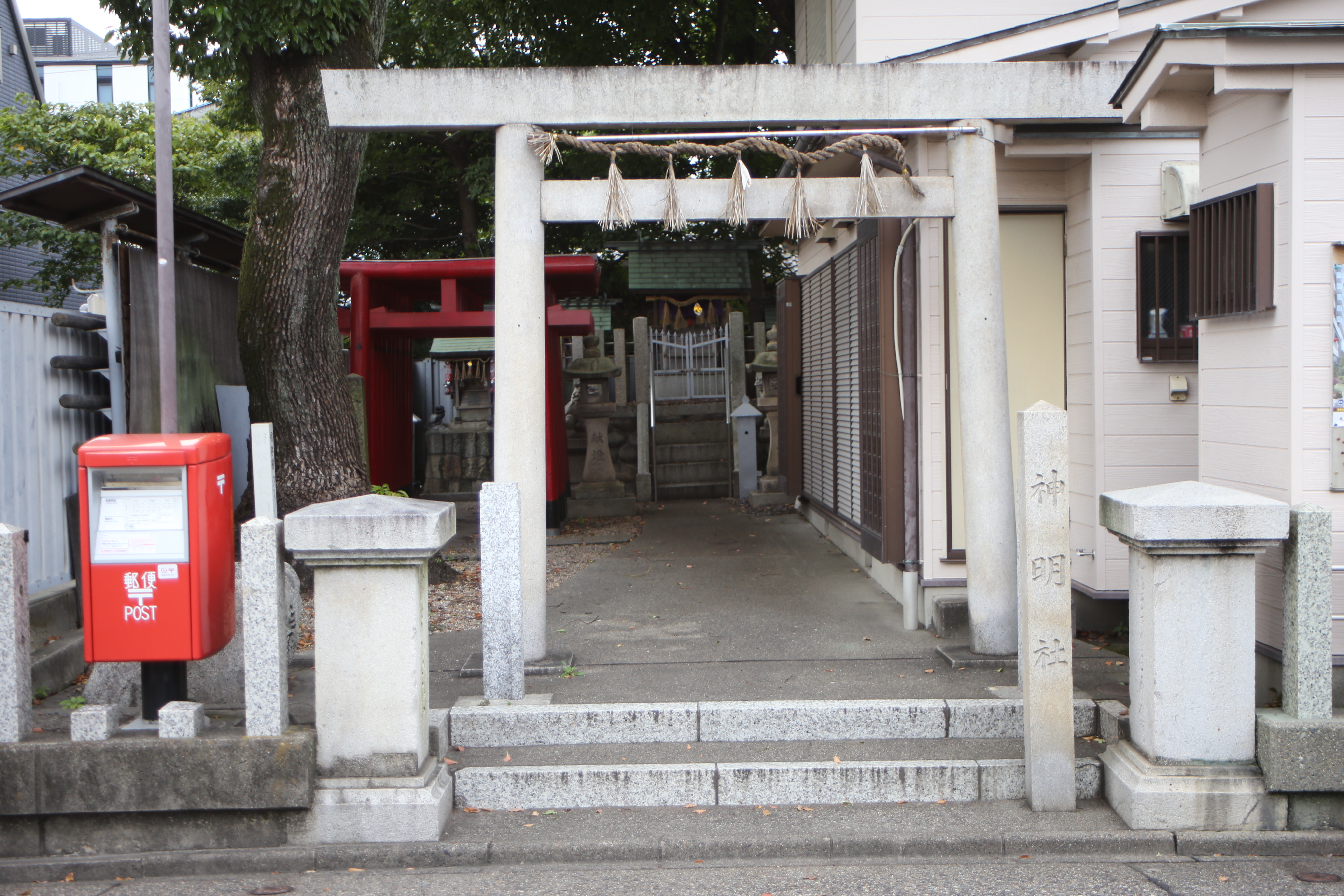
神明社

- 神明社

## その他

### 日本郵便
- 郵便番号 : 454-0026（中川区）[WEB 2]（集配局：中川郵便局[WEB 9]）。

### WEB
1. 1 2  “町・丁目(大字)別、年齢(10歳階級)別公簿人口(全市・区別)”.   名古屋市 (2019年4月20日). 2019年4月27日閲覧。
2. 1 2  “郵便番号検索 愛知県名古屋市中川区の郵便番号一覧”.   日本郵便. 2019年4月30日閲覧。
3. ↑  総務省統計局 (2014年3月28日). “平成7年国勢調査の調査結果(e-Stat) - 男女別人口及び世帯数 －町丁・字等” (CSV). 2019年4月27日閲覧。
4. ↑  総務省統計局 (2014年5月30日). “平成12年国勢調査の調査結果(e-Stat) - 男女別人口及び世帯数 －町丁・字等” (CSV). 2019年4月27日閲覧。
5. ↑  総務省統計局 (2014年6月27日). “平成17年国勢調査の調査結果(e-Stat) - 男女別人口及び世帯数 －町丁・字等” (CSV). 2019年4月27日閲覧。
6. ↑  総務省統計局 (2012年1月20日). “平成22年国勢調査の調査結果(e-Stat) - 男女別人口及び世帯数 －町丁・字等” (CSV). 2019年4月27日閲覧。
7. ↑  総務省統計局 (2017年1月27日). “平成27年国勢調査の調査結果(e-Stat) - 男女別人口及び世帯数 －町丁・字等” (CSV). 2019年4月27日閲覧。
8. 1 2  “市立小・中学校の通学区域一覧”.   名古屋市 (2018年11月10日). 2019年1月14日閲覧。
9. ↑  郵便番号簿 平成29年度版 - 日本郵便. 2019年02月10日閲覧 (PDF)

### 書籍
1. 1 2 3 4 5  名古屋市計画局 1992, p. 828.
2. ↑  名古屋市計画局 1992, p. 454.
3. 1 2  名古屋市計画局 1992, p. 826.